# ColdWorld
ColdWorld  es una banda de DSBM de origen alemán estrechamente ligado a una base doom en la melodía.
Percusión impecable atando una red de sonido que hila el platillo a las notas de la guitarra desgarradoramente. 
Voz con tono uniforme acompasada.
Instrumentalmente es música de estudio y maravillosa.
Letras en inglés de acento perfectamente reconocible.
Temática musical en ambiente contextualizado hacia la autodestrucción depresiva.
Sentimiento de desarraigo hacia la vida mundana banal y efímero presente; con búsqueda del futuro en la espiral del deseo de una muerte miserable cuyo anhelo no es más que el significado en aspiraciones a una vida mejor y más digna porque la sociedad enferma ahoga las emociones más humanas y románticas. 
Música doom evocando a los sentimientos de soledad y de impotencia intrínsecamente asociados a la esperanza de vida. Autumn es un álbum lleno de rabia en la voz, miedo, tristeza, melancolía como perseverancia de una queja a la sociedad que caduca inmediatamente a las miradas sinceras y más solemnes ante la muerte y deshumanización de la belleza o del arte abandonado al consumismo absurdo y antinaturalista. 

## Discografía

### Álbumes de estudio
- EP - EL: The Stars Are Dead Now (2005) 28:22.

Lista de canciones:
1. This Empty Life 7:26.
2. Hate 04:04.
3. Cancer 03:44.
4. Suicide 05:21.
5. The Old Ghost In The Well 07:47.

- Melancholie Demo (2006) 09:39.

Lista de canciones
1. SchmerzensSchreie 05:41.
2. My Dead Bride 02:40.
3. Winterstille 1:18.

- Autumn ( July 15th 2016) 52:39.

Lista de canciones:
1. Scars 7:39.
2. Void 6:31.
3. Womb of Emptiness 9:35.
4. Autumn Shades 5:49.
5. The Wind and the Leaves 2:40.
6. Climax of Sorrow 6:56.
7. Nightfall 7:33.
8. Escape II 5:36.

- Datos: Q2512966